# Спортивная гимнастика на летних Олимпийских играх 1912 — командное многоборье по произвольной системе
Командное первенство по спортивной гимнастике на летних Олимпийских играх 1912 года проводилось на Олимпийском стадионе Стокгольма. Соревнования прошли 10 июля 1912 в двух этапах: с 9:30 до 12:30 и с 14:00 до 16:00. В соревновании принял участие 101 спортсмен из пяти стран.

## Участники
| Номер | Сборная    | Время         | Капитан         | Форма                                                                                       |
| ----- | ---------- | ------------- | --------------- | ------------------------------------------------------------------------------------------- |
| 1     | Германия   | 9:30 - 10:30  | Германн Кур     | Белые свитера с красными вертикальными полосами на груди и спине, белые брюки, жёлтая обувь |
| 2     | Норвегия   | 10:30 - 11:30 | Йоханнес Даль   | Белые футболки с короткими рукавами, белые брюки, чёрные пояса, белая обувь                 |
| 3     | Дания      | 11:30 - 12:30 | Х. Мольгард     | Белые футболки с короткими рукавами, белые брюки, белые пояса, белая обувь                  |
| 4     | Финляндия  | 14:00 - 15:00 | Арвид Вартиа    | Белые футболки с короткими рукавами, белые брюки, чёрные пояса, белая обувь                 |
| 5     | Люксембург | 15:00 - 16:00 | Валентин Пеффер | Белые водолазки, чёрные трико с белыми носками                                              |

## Судьи
Главный судья:  Эйнар Нерман
| Номер | Судья               | Страна             |
| ----- | ------------------- | ------------------ |
| 1     | Й. Ф. Оллум         | Норвегия           |
| 2     | Абрахам Клод Хансен | Дания              |
| 3     | Э. Сайсон           | Великобритания     |
| 4     | Вагнер Хоэнлоббезе  | Германская империя |
| 5     | Ивар Вильксман      | Финляндия          |

Итоговой оценкой был средний балл.

## Итоги
| Место | Спортсмены | Результат |
| ----- | --- | --------- |
| 1     | Норвегия Исак Абрахамсен, Ханс Бейер, Хартман Бьёрнсен, Альфред Энгельсен, Бьярне Йонсен, Сигурд Йёргенсен, Кнуд Леонард Кнудсен, Альф Лье, Рольф Лье, Тор Лунд, Петтер Мартинсен, Пер Матиесен, Якоб Опдаль, Нильс Опдаль, Бьярне Петтерсен, Фритьоф Селен, Эйстейн Скирмер, Георг Селениус, Сигвард Сиверстсен, Роберт Сьюрсен, Эйнар Стрём, Габриэль Турстенсен, Томас Турстенсен, Нильс Восс | 22.85     |
| 2     | Финляндия Каарло Экхольм, Эйно Форсстрём, Ээро Хювяринен, Микко Хювяринен, Тауно Ильмониеми, Ильмари Кейнянен, Ялмари Кивенхеймо, Карл Лунд, Аарне Пельконен, Ильмари Перная, Арвид Рюдман, Эйно Саастамойнен, Аарне Саловаара, Хейкки Саммаллахти, Ханнес Сирола, Клаус Суомела, Лаури Таннер, Вяинё Тиири, Каарло Вяхямяки, Каарло Васама                                                      | 21.85     |
| 3     | Дания Аксель Андерсен, Ялмарт Андерсен, Хальвор Бирк, Вильгельм Гриммерманн, Арвор Хансен, Кристиан Хансен, Оге Мариус Хансен, Карлес Йенсен, Ялмар Петер Йохансен, Поуль Йёргенсен, Карл Кребс, Виго Мадсен, Лукас Нильсен, Рикард Нордстрём, Стеен Ольсен, Олуф Ольссон, Карл Педерсен, Олуф Педерсен, Нильс Петерсен, Кристиан Свендсен                                                       | 21.25     |
| 4     | Германия Вильгельм Брюлле, Йоханнес Будер, Вальтер Энгельманн, Арно Глокауэр, Вальтер Йесингхаус, Карл Йордан, Рудольф Кёрнер, Генрих Панер, Курт Райхенбах, Йоханнес Ройшль, Карл Рихтер, Ганс Рот, Адольф Зеебасс, Эберхард Зорге, Александр Шперлинг, Альфред Стаатс, Ганс Вернер, Мартин Ворм                                                                                                | 16.85     |
| 5     | Люксембург Николя Адам, Шарль Бем, Андре Бордан, Жан-Пьер Францен, Мишель Хеммерлинг, Франсуа Энтж, Пьер Энтж, Жан-Батист Орн, Николя Каниве, Эмиль Кнеппер, Николас Куммер, Марсель Лансам, Эмиль Ланнерс, Морис Пальжен, Жан-Пьер Томм, Франсуа Вагнер, Антуан Верер, Ферд Виртц, Жозеф Цуань                                                                                                  | 16.30     |